# Троицкий, Геннадий Александрович
Геннадий Александрович Троицкий (1909—1942) — советский лётчик, участник Великой Отечественной войны, майор, Герой Советского Союза (1943).

## Биография
Родился 7 января 1909 года в селе Ильинское ныне Буйского района Костромской области в семье крестьянина. Русский. Отец умер, когда ему было 10 лет, оставив мать с пятью детьми в возрасте от 6 недель до 13 лет. Геннадий обучался в школе в родном селе и в ремесленном училище в городе Буй. Был помощником механика на Колыбаевском лесозаводе. Окончил рабфак при Ленинградском институте Гражданского Воздушного Флота. Женился.
В Красной Армии с 1932 года. В 1933 году окончил Ленинградскую военную авиационную школу лётчиков. Служил в Москве, Забайкалье, Чите. Участник боёв на Халхин-Голе в 1939 году: совершил 90 боевых вылетов, сбил 3 самолёта противника; награждён орденом Красного Знамени.
Участник Великой Отечественной войны с первых дней. К концу апреля 1942 года на его счету было 204 боевых вылета. В это время Троицкий был командиром эскадрильи по охране военно-промышленных объектов города Рыбинска Ярославской области, в составе 721-го истребительного авиационного полка 147-й истребительной авиационной дивизии Рыбинско-Ярославского дивизионного района ПВО. Эскадрилья провела 6 воздушных боёв, в 3 из них он участвовал лично.

## Подвиг
28 апреля 1942 года 4 истребителя эскадрильи вылетели по тревоге — на перехват вражеского самолёта-разведчика «Junkers Ju 88D». Молодые лётчики безрезультатно израсходовали весь боезапас.
Майор Троицкий на своём «ЛаГГ-3» вылетел им на помощь. Сбить противника не удалось и ему, но был уничтожен немецкий верхний стрелок. «Junkers» спикировал и на бреющем полёте на большой скорости стал уходить на запад, скрываясь в складках местности. В районе деревни Новое Котово Троицкий настиг его и таранил сзади в хвост. Майор Троицкий погиб, не имея возможности воспользоваться парашютом из-за малой высоты. Разведчик с обрубленным хвостом постепенно разваливался.
Это был первый воздушный таран над Ярославской областью и первый сбитый над ней самолёт противника. Детали вражеского самолёта были выставлены на обозрение в Ярославле.
Указом Президиума Верховного Совета СССР от 14 февраля 1943 года за образцовое выполнение боевых заданий командования на фронте борьбы с немецко-фашистским захватчиками и проявленные при этом мужество и героизм майору Троицкому Геннадию Александровичу посмертно присвоено звание Героя Советского Союза с вручением медали «Золотая Звезда» и ордена Ленина.

## Память
Похоронен на Болтинском кладбище в деревни Балобаново Рыбинского района Ярославской области. В расположенном по соседству посёлке Судоверфь в его честь названа школа, при которой организован его музей и 11 ноября 1963 года установлен памятник.
Его бюст стоит на Аллее Победы в Буе. На здании его родной школы — мемориальная доска.